# まつだい芝峠温泉
まつだい芝峠温泉（まつだいしばとうげおんせん）は、新潟県十日町市蓬平にある温泉。松代町（当時）の事業によって掘削され、1991年（平成3年）にオープンした。日帰り兼宿泊施設「雲海」があり、松代総合開発・上越観光開発共同事業体が指定管理者となっている。

## 沿革
芝峠では1952年（昭和27年）ごろ、帝国石油が石油を目的に掘削を進めた際に多量の温泉が噴出したものの、当時の町の財政では買い上げる余裕がなく、そのままコンクリートで塞がれたというエピソードがある。
その後1987年（昭和62年）、名古屋市に住む実業家、須崎鹿三、須崎治吉兄弟による出資を得て、温泉掘削が決定。掘削費用と土地の取得費用は須崎氏、温泉の利用法と開発計画は町が担当するという契約で進められた。1988年（昭和63年）5月には温泉の掘削を開始。しかし掘削は難航。目標から大幅に遅れ、また湯量・湯温とも目標に満たない形であったが1989年（平成元年）9月に噴出を迎えた。
1990年（平成2年）には共同浴場の建設に着工。「レストビレッジ峰」の名称で1991年4月にオープンした。
その後は農村基盤整備事業により温泉周辺の開発が進み、1993年（平成5年）7月には宿泊棟がオープン。同年4月には当施設や松代ファミリースキー場などの町有施設の管理を行う第三セクター「松代総合開発株式会社」が設立された。
2003年には2号井が湧出。2005年のリニューアルの際には、この湯を使用した展望露天風呂が設けられた。このリニューアルの際、温泉名称が「まつだい芝峠温泉」に、施設名称が「雲海」にそれぞれ改められた。

## アクセス
- 北越急行ほくほく線まつだい駅より北へ約4 km。同駅から送迎あり[15]。
- 関越自動車道六日町ICから国道253号経由、車で約50分[15]。越後川口ICより国道117号経由、車で約50分[15]。

## 周辺
- 越後松代棚田群
- 大地の芸術祭 越後妻有アートトリエンナーレ